# Jeremy Cijntje
Jeremy Cijntje (Willemstad, 8 gennaio 1998) è un calciatore olandese, attaccante svincolato.

## Caratteristiche tecniche
È un'ala sinistra.

## Carriera
Cresciuto nel settore giovanile del Dordrecht, ha esordito in prima squadra il 14 aprile 2017 disputando l'incontro di Eerste Divisie perso 1-0 contro il Jong Ajax.
Il 2 settembre 2019 è stato acquistato a titolo definitivo dall'Heracles Almelo.
Senza contratto, il 6 settembre 2022 ha firmato un accordo valido fino al 31 dicembre 2023 con i norvegesi del Jerv. Al termine di questo periodo, si è ritrovato svincolato.

## Statistiche
Statistiche aggiornate al 18 agosto 2019.

### Presenze e reti nei club
| Stagione         | Squadra          | Campionato       | Campionato | Campionato | Coppe nazionali | Coppe nazionali | Coppe nazionali | Coppe continentali | Coppe continentali | Coppe continentali | Altre coppe | Altre coppe | Altre coppe | Totale | Totale | Totale |
| Stagione         | Squadra          | Comp             | Pres       | Reti       | Comp            | Pres            | Reti            | Comp               | Pres               | Reti               | Comp        | Pres        | Reti        | Pres   | Reti   |        |
| ---------------- | ---------------- | ---------------- | ---------- | ---------- | --------------- | --------------- | --------------- | ------------------ | ------------------ | ------------------ | ----------- | ----------- | ----------- | ------ | ------ | ------ |
| 2016-2017        | Dordrecht        | 1D               | 1+3        | 0+2        | CO              | 0               | 0               |                    | -                  | -                  |             | -           | -           | 4      | 2      |        |
| 2017-2018        | Dordrecht        | 1D               | 2          | 0          | CO              | 0               | 0               |                    | -                  | -                  |             | -           | -           | 2      | 0      |        |
| 2018-2019        | Dordrecht        | 1D               | 34         | 9          | CO              | 1               | 0               |                    | -                  | -                  |             | -           | -           | 35     | 9      |        |
| ago. 2019        | Dordrecht        | 1D               | 4          | 0          | CO              | 0               | 0               |                    | -                  | -                  |             | -           | -           | 4      | 0      |        |
| Totale Dordrecht | Totale Dordrecht | Totale Dordrecht | 44         | 11         |                 | 1               | 0               |                    | -                  | -                  |             | -           | -           | 45     | 11     |        |
| 2019-2020        | Heracles Almelo  | ED               | 3          | 0          | CO              | 0               | 0               |                    | -                  | -                  |             | -           | -           | 3      | 0      |        |
| Totale carriera  | Totale carriera  | Totale carriera  | 47         | 11         |                 | 1               | 0               |                    | -                  | -                  |             | -           | -           | 48     | 11     |        |